# Leven na de dood (Jebroer & Dr. Phunk)
Leven na de dood is een lied van de Nederlandse rapper Jebroer en de Nederlandse producer Dr. Phunk. Het werd in 2018 als single uitgebracht en stond in 2019 als zesde track op het album Jebroer 4 life van Jebroer.

## Achtergrond
Leven na de dood is geschreven door Tim Kimman en Jordy Buijs en geproduceerd door Dr. Phunk. Het is een nummer uit de genres nederhop en hardstyle. In het lied rapt Jebroer over genieten van het leven en over het mogelijke leven na de dood. Het is na Kind van de duivel en Engeltje een derde lied met een gelovig thema van Jebroer. De single heeft in Nederland de gouden status.
Het is niet de eerste keer dat de twee artiesten met elkaar samenwerken. Op Kind van de duivel was Dr. Phunk producer en Engeltje was van beide artiesten samen met Paul Elstak.

## Hitnoteringen
De artiesten hadden succes met het lied in de hitlijsten van het Nederlands taalgebied. Het piekte op de 37e plaats van de Single Top 100 en stond drie weken in deze hitlijst. De Top 40 werd niet bereikt; het lied bleef steken op de vijfde plaats van de Tipparade. Ook in de Vlaamse Ultratop 50 was er geen notering. Het kwam hier tot de vijftiende positie van de Ultratip 100.